# Croatia Bol Open 2019
Il Croatia Bol Open 2019 è stato un torneo di tennis giocato sulla terra rossa. È stata la 14ª edizione del torneo che fa parte della categoria WTA 125s nell'ambito del WTA Challenger Tour 2019. Si è giocato al Tennis Club Kastela di Bol in Croazia dal 4 al 9 giugno 2019.

## Teste di serie
| Nazionalità | Giocatrice                | Ranking* | Testa di serie |
| ----------- | ------------------------- | -------- | -------------- |
| Slovenia    | Tamara Zidanšek           | 60       | 1              |
| Spagna      | Sara Sorribes Tormo       | 75       | 2              |
| Serbia      | Aleksandra Krunić         | 76       | 3              |
| Slovacchia  | Anna Karolína Schmiedlová | 90       | 4              |
| Australia   | Astra Sharma              | 92       | 5              |
| Svizzera    | Jil Teichmann             | 93       | 6              |
| Svizzera    | Timea Bacsinszky          | 94       | 7              |
| Germania    | Laura Siegemund           | 95       | 8              |

* Ranking al 27 maggio 2019.

## Altre partecipanti
Le seguenti giocatrici hanno ricevuto una wildcard per il tabellone principale:
- Lea Bošković
- Anna Danilina
- Mihaela Đaković
- Jana Fett

Le seguenti giocatrici sono entrate in tabellone col ranking protetto:
- Denisa Allertová
- Anna-Lena Friedsam
- Anna Tatishvili

## Campionesse

### Singolare
Tamara Zidanšek ha sconfitto in finale  Sara Sorribes Tormo col punteggio di 7–5, 7–5.

### Doppio
Timea Bacsinszky /  Mandy Minella hanno sconfitto in finale  Cornelia Lister /  Renata Voráčová col punteggio di 0–6, 7–6(3), [10–4].